# Фторид марганца(III)
Фторид марганца(III) — неорганическое соединение, соль металла марганца и плавиковой кислоты с формулой MnF3,
красные кристаллы,
растворимые в холодной воде.

## Получение
- Действие фтора на марганец:

{\displaystyle {\mathsf {2Mn+3F_{2}\ {\xrightarrow {}}\ 2MnF_{3}}}}
- Действие фтора на фторид марганца(II):

{\displaystyle {\mathsf {2MnF_{2}+F_{2}\ {\xrightarrow {250^{o}C}}\ 2MnF_{3}}}}
- Окисление фторида марганца(II) трифторидом кобальта при повышенной температуре:

{\displaystyle {\mathsf {MnF_{2}+CoF_{3}\ {\xrightarrow {300^{o}C}}\ MnF_{3}+CoF_{2}}}}
- Взаимодействие оксида марганца(III) с фтороводородом при повышенной температуре:

{\displaystyle {\mathsf {Mn_{2}O_{3}+6HF\ {\xrightarrow {150^{o}C}}\ 2MnF_{3}+3H_{2}O}}}

## Физические свойства
Фторид марганца(III) образует красные кристаллы
моноклинной сингонии,
пространственная группа C 2/c,
параметры ячейки a = 0,8904 нм, b = 0,5037 нм, c = 1,3448 нм, β = 92,74°, Z = 12.
Растворяется в холодной воде и устойчив в концентрированных растворах, при разбавлении подвергается полному гидролизу.

## Химические свойства
- Разлагается при нагревании:

{\displaystyle {\mathsf {2MnF_{3}\ {\xrightarrow {T}}\ 2MnF_{2}+F_{2}}}}
- Реагирует с водой в разбавленных растворах с образованием разных продуктов:

{\displaystyle {\mathsf {MnF_{3}+H_{2}O\ {\xrightarrow[{-HF}]{}}\ MnF_{2},MnO(OH)}}}